# Treppo Carnico
Treppo Carnico là một đô thị ở tỉnh Udine trong vùng Friuli-Venezia Giulia thuộc Ý, có cự ly khoảng 120 km về phía tây bắc của Trieste và khoảng 50 km về phía tây bắc của Udine. Tại thời điểm ngày 31 tháng 12 năm 2004, đô thị này có dân số 652 người và diện tích là 18,7 km².
Treppo Carnico giáp các đô thị: Arta Terme, Ligosullo, Paluzza, Paularo.